# 에틸렌다이아민테트라아세트산
에틸렌다이아민테트라아세트산(ethylenediaminetetraacetic acid, EDTA, 에틸렌 다이아민 테트라 아세트산)은 유기화합물의 일종이다. 화학식은 C10H16N2O8이다. 여섯 자리 리간드로 작용할 수 있으며 금속 이온과 결합하여 카이랄성을 가진 킬레이트 화합물을 만든다. EDTA는 금속 이온을 중심으로 하는 팔면체의 여섯 꼭짓점에 동시에 배위할 수 있으며, 그 결과 중심 금속은 리간드에 의해 둘러싸여지게 된다. 따라서 EDTA는 특정 금속 이온에 대하여 강한 친화력을 가진다. 백색 결정 또는 분말로 존재한다. 245°C에서 분해된다. 분자량은 292.24이고, 밀도는 0.86g/cm3이다. 사양성자산으로 작용할 수 있다.

## 합성
EDTA는 에틸렌다이아민, 폼알데하이드, 물, 그리고 사이안화 나트륨으로부터 합성된다.

## 활용
EDTA는 매우 넓은 범위에서 여러 가지 용도로 사용된다. 대표적인 활용의 예는 다음과 같은 것이 있다.
- EDTA는 욕조세제의 첨가물이기도 한데, 이는 EDTA가 비누의 음이온 성분과 반응하여 욕조에 끼는 때의 주성분인 침전을 형성하는 Ca2+이온과 반응하기 때문에 침전의 용해도를 증가시켜 때가 씻겨질 수 있게 하기 때문이다.
- EDTA는 물 속에 들어있는 금속 이온을 제거하는 데도 이용된다.
- EDTA는 Pb2+이온과 강한 친화성을 가지기 때문에 납중독의 치료제로도 사용되어 왔다.[5]
- EDTA와 철 이온의 착물은 식물에 철 성분을 공급하는 데 이용되기도 한다.
- EDTA로 식용유에 존재하는 산화반응의 촉매인 금속 이온을 제거하여 식용유가 썩는 것을 방지할 수 있다.
- 생화학이나 분자생물학에서는 DNA나 단백질에 관련된 실험을 할 때, 시료가 효소로 인하여 손상되는 것을 막기 위해 효소가 필요로 하는 금속 이온을 제거할 목적으로 EDTA를 사용한다.
- EDTA는 혈액의 응고방지제로도 이용된다.
- 분석화학에서는 EDTA를 주로 금속 이온의 분석, 분리, 제거 등에 활용한다.
- EDTA는 완충용액의 성분으로 사용될 수 있다.

## 안전
섭취 시 자극이 있을 수 있으며, 위장, 신장에 이상을 일으킬 수 있다. 흡입을 하거나 피부에 닿을 때 자극이 있을 수 있다. 눈에 접촉 시 또한 자극이 있을 수 있으며, 눈 손상을 일으킬 수 있다.

## 참고 문헌
- Oxtoby, D. W. et al., Principles of Modern Chemisty, 5th edition, Belmont: Thomson Brooks/Cole, 2003.
- http://msds.chem.ox.ac.uk/ED/EDTA.html 보관됨 2008-05-10 - 웨이백 머신
- http://www.duksan.co.kr/common/Common/download.asp?file=/common/Admin/Goods/msds/UpLoad/EDTA-4Na.pdf%5B깨진+링크(과거+내용+찾기)%5D